# Академија инжењерских наука Србије
Академија инжењерских наука Србије (АИНС) је научна инжењерска институција која окупља одабране истакнуте инжењере и научнике из области инжењерских наука са циљем развоја техничких наука и њихове примене у привреди и стављање у функцију решавања друштвених приоритета и изазова Србије. Основни задатак Академије је да у оквирима инжењерске делатности подстиче и усмерава основна и технолошка истраживања, развија иновативни дух и остале облике научног и стручног стваралаштва, да усмерава развој система образовања инжењера и ширења знања у свим инжењерским областима. Академија инжењерских наука Србије је основана 1998. године у Београду, под именом Инжењерска академија Југославије а од октобра 2006. године носи данашње име.

## Чланство и делатност чланова АИНС
Академија инжењерских наука Србије има данас (2017. година) преко 180 редовних и дописних, и 7 почасних чланова, као и 69 иностраних чланова. Сви чланови Академије су изабрани у чланство по високим научним и стручним критеријумима, са звањем редовног професора или научног саветника. Академија делује u преко 6 одељења, која су матична за основне групе научних и инжењерских области, и неколико међуодељењских одбора. Чланови Академије су аутори великог броја научних и стручних радова, пројеката, патената и других облика техничких и научних решења, који су публиковани и признати у земљи и иностранству. Овај скуп еминентних инжењера и научника представља у Србији јединствен форум знања и искуства мултидисциплинарног карактера, у свим областима инжењерства, са капацитетима који далеко превазилазе друге појединачне научне, инжењерске и сличне институције.
Одељења АИНС преко својих чланова покрећу различита питања из области својих компетенција, подстичући тиме стручну али и ширу јавност на дискусију и на разматрање решења за настале проблеме. Једна од активности АИНС јесте та да је Одељење грађевинских наука АИНС формирало стручни приказ проблема нелегалне градње која је присутна на Савском насипу, чиме је критикована неодговорност републичке и градске власти да стане на пут групи неодговорних лица који недозвољеним средствима угрожавају Београд. Текст, под називом „Група неодговорних људи угрожава Београд”, штампан је у листу Политика, 22. новембра 2017. године.